# Пробковый шлем
Про́бковый шлем, также колониа́льный шлем — лёгкая шляпа (или каска), сделанная из пробки (или растительных волокон), и покрытая тканью для защиты головы от солнца. В своей классической форме основным материалом для таких шлемов является не настоящая пробка (то есть кора), а схожая с ней по механическим свойствам мягкая губчатая древесина болотного кустарника шола (Aeschynomene aspera) из семейства бобовых, широко произрастающего во влажных низменных районах Индии.

## История

### Применение в войсках и полиции
Первые образцы появились в XIX веке и в дальнейшем получили значительное распространение.
В 1840-е годы в Англии разработан первый стандартизованный вариант пробкового шлема в тканевом чехле для личного состава колониальных войск в тропических странах (Foreign Service helmet). Первоначально, для лучшей защиты от солнца шлемы изготавливали белого цвета, однако в ходе войн с зулусами в 1870-е годы шлемы начали окрашивать в коричневый цвет или хаки. В 1903 году принята новая модель, находившаяся на снабжении до 1948 года. Тем не менее, шлемы модели Home Service Helmet до настоящего времени являются элементом парадной формы британской полиции.
В 1878 году пробковый шлем принят на снабжение колониальных войск Франции.
В 1881 году пробковые шлемы приняты на снабжение армии США.
Во время первой мировой войны пробковые шлемы использовались подразделениями немецких колониальных войск в Африке (а во время второй мировой войны их использовали войска "Африканского корпуса").
В начале XX века офицеры казачьей охраны русской миссии в Пекине носили пробковые шлемы.
В 1902 пробковые шлемы приняты на снабжение в колониальных частях Германской империи (до этого использовали импортные или гражданские версии). В годы Второй мировой войны английские, итальянские и немецкие войска в Северной Африке обычно носили пробковые шлемы вместе с тропической униформой (войска ЮАС почти поголовно носили пробковый шлем, как австралийцы шляпы-акубры). Военная полиция США традиционно использовала белые шлемы с надписью МР (Military Police).
Пробковые шлемы длительное время использовались во Вьетнамской Народной Армии в качестве головного убора, но защитным снаряжением не являлись и стальные каски не заменяли. Трофейные стальные каски оказывались в распоряжении партизанских отрядов и подразделений ВНА уже во время войны за независимость 1945-1954 гг. Личный состав первого зенитно-артиллерийского подразделения ВНА был в стальных касках во время сражения за Дьенбьенфу. Самым распространённым типом касок в 1950-2000е гг. были советские каски обр.1940 года и СШ-68, а после окончания Вьетнамской войны в 1975 году в распоряжении ВНА оказалось значительное количество трофейных американских касок М1 (которые использовались в некоторых армейских подразделениях, но в условиях сокращения численности войск до уровня мирного времени основным типом общевойскового шлема по-прежнему оставались советские стальные каски, а число М1 постепенно сокращалось и в 2014 году их осталось небольшое количество). Для замены пробкового шлема создан лёгкий пластмассовый противоударный шлем А2 с тканевым чехлом, который с 2010 года постепенно заменяет пробковые шлемы в армейских подразделениях.

### Распространение в обществе
Помимо вооружённых сил, пробковые шлемы получили широкое распространение в качестве гражданского головного убора.
В обывательском обиходе принято обозначение "панамка".

## Современное состояние
В настоящее время пробковые шлемы выпускаются в качестве походного снаряжения для туристов.
В качестве головного убора получили широкое распространение во Вьетнаме.
Неотъемлемый опознавательный знак английских солдат колониальных войск в Содружестве. Является стереотипным атрибутом британских колониальных войск.
В русскоязычной среде также распространен фразеологизм «господа в пробковых шлемах» — в политологии пренебрежительное выражение к неким абстрактным «элитам» и обычным гражданам «западных стран».

## Отражение в культуре и искусстве
- Д-р Фаустроль, герой романа Альфреда Жарри «Gestes et opinions du docteur Faustroll, pataphysicien».
- Тентен, в альбоме комиксов «Тинтин в Конго».
- Тимар в романе Жоржа Сименона «Le Coup de lune».
- В фильме Операция «Ы» и другие приключения Шурика пробковый шлем носит прораб (Михаил Пуговкин).
- Автор и ведущий телепередачи ОРТ «Зов джунглей» Сергей Супонев, вёл её в пробковом шлеме.